# Jurica Vidaček
Jurica Vidaček, hrvatski reprezentativni rukometaš
Igrač Varteksa iz Varaždina.
S mladom reprezentacijom 2011. na svjetskom prvenstvu plasirao se na 8. mjesto.